# Jacques Pulchau
Anders Jakob "Jacques" Pulchau, född 11 augusti 1830 i Stockholm, död där 31 oktober 1891, var en svensk skådespelare.
Jacques Pulchau var son till grosshandlaren Anders Gustaf Pulchaus. Han började sin teaterbana vid Johan Petter Roos' sällskap 1850 och tillhörde därefter olika landsortssällskap till 1858. 1858–1882 var han engagerad vid Elfforsska sällskapet och 1882–1884 vid August Lindbergs turné. Pulchaus rollista är ofantligt lång och omfattade de mest skilda områden. I sin ungdom spelade han mindre roller i de populära pjäserna från den gamla repertoaren, bland annat Arvid Stålarm i Josef Julius Wecksells Daniel Hjort och Erik Stenbock i Frans Hedbergs Kung Märta. Karaktärsroller fick han först hos August Lindberg, där han bland annat gjorde Ludvig XI i Théodore de Banvilles Gringoire, Engelbrekt i August Blanches Engelbrekt och hans dalkarlar och Birger Jarl i Frans Hedbergs Bröllopet på Ulfåsa.